# Vallentunadepån

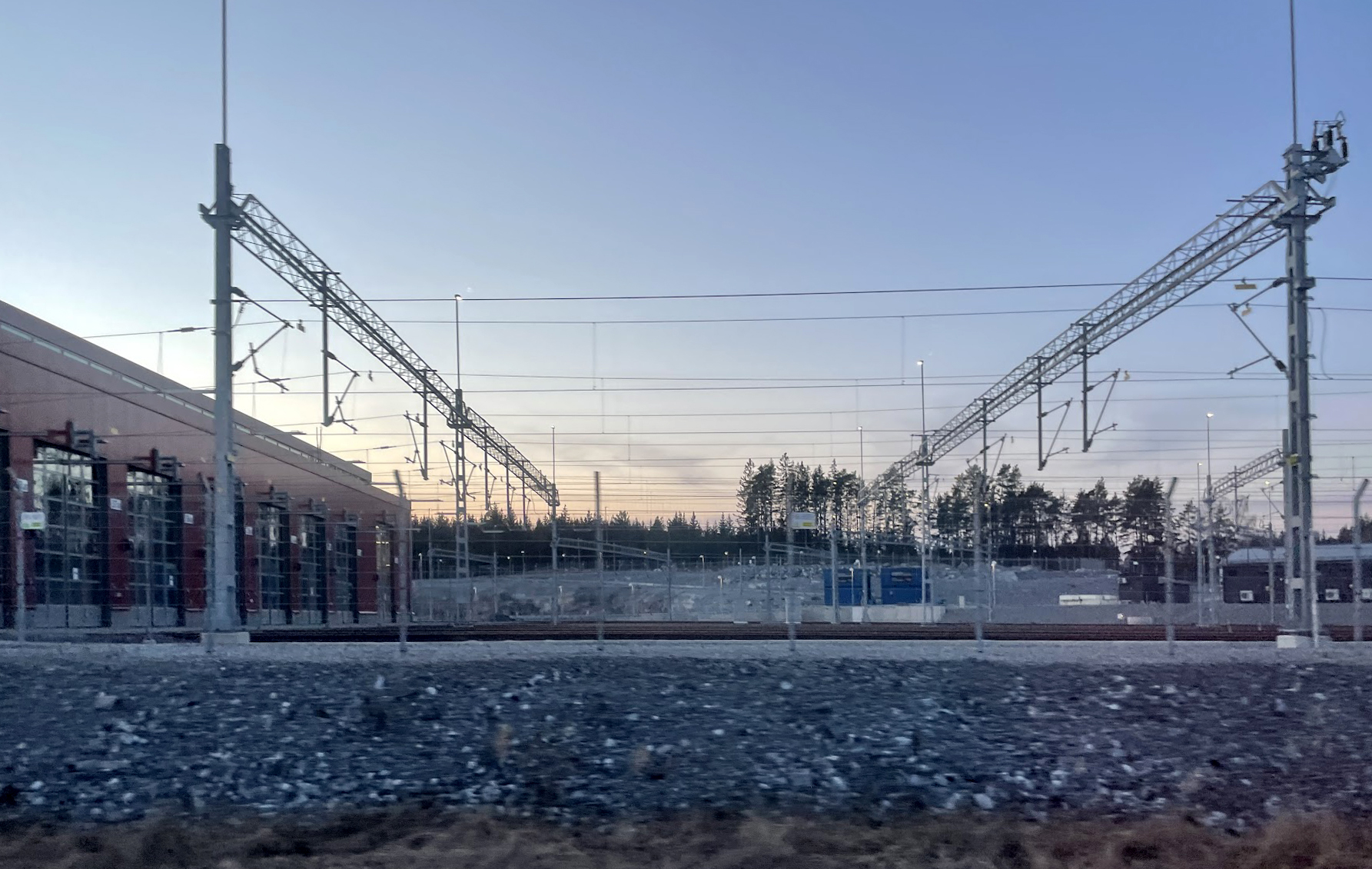

Vallentunadepån är en depå för Roslagsbanans fordon i Molnby i Vallentuna kommun.
Depån underhåller Roslagsbanans nya tåg X15p som delvis har börjat trafikera Roslagsbanan, men vissa tåg testas fortfarande. Till år 2024 ska 22 tåg levereras till depån medan senare skall tillkomma verkstadskapacitet för 67 tåg och ytterligare uppställningsplatser. Det formella "första spadtaget" togs i maj 2017. Depån färdigställdes hösten 2020.